# Opobo/Nkoro
Opobo/Nkoro è una delle aree a governo locale (local government areas) in cui è suddiviso lo stato di Rivers, nella Repubblica Federale della Nigeria.
Si estende su una superficie di 130 km² e conta una popolazione di 151.511 abitanti.